# Hummel (Familienname)
Hummel ist ein Familienname.

## Herkunft und Bedeutung
Hummel (auch Hommel) ist ein Übername für ein unruhiges, aufgeregtes Gemüt und hat im deutschen Sprachraum seinen Ursprung.

## Namensträger

### A
- Albert Hummel (1870–1943), österreichischer Politiker (SDAP)
- Albrecht Hummel (* 1949), deutscher Sportpädagoge und Hochschullehrer
- Alfred Hummel (1891–1973), deutscher Bauingenieur und Baustoffkundler
- Andy Hummel (1951–2010), US-amerikanischer Bassist
- Annemarie Hummel (* um 1930), deutsche Schauspielerin
- Annie Hummel (1884–1964), deutsche Opernsängerin und Bühnenschauspielerin

- Arthur W. Hummel senior (1884–1975), US-amerikanischer Missionar und Sinologe
- Arthur W. Hummel junior (1920–2001), US-amerikanischer Diplomat
- Arvid David Hummel (1778–1836), schwedischer Entomologe und Autor

### B
- Benedikt Hummel (1901–1996), deutscher Chirurg und Hochschullehrer
- Bernhard Friedrich Hummel (1725–1791), deutscher Pädagoge
- Berta Hummel, Geburtsname von Maria Innocentia Hummel (1909–1946), deutsche Ordensfrau, Zeichnerin und Malerin
- Bertold Hummel (1925–2002), deutscher Komponist

### C
- Carl Hummel (Porträtmaler) (1769–1840), österreichischer Porträtmaler
- Carl Hummel (Landschaftsmaler) (1821–1906), deutscher Maler und Radierer
- Caspar Hummel (1774–1850), deutscher Maschinenbauer
- Christoph Hummel (1928–2017), deutscher Bauingenieur und Manager
- Clemens Hummel (1869–1938), deutscher Architekt und Hochschullehrer

### D
- David Hummel (Rechtswissenschaftler) (* 1978), deutscher Rechtswissenschaftler
- David Hummel (Fußballspieler) (* 2002), deutscher Fußballspieler
- Detlev Hummel (* 1954), deutscher Wirtschaftswissenschaftler und Hochschullehrer
- Diana Hummel (* 1963), deutsche Politik- und Umweltwissenschaftlerin
- Dieter O. Hummel (1925–2007), deutscher Chemiker und Hochschullehrer
- Diether Hummel (1908–1989), deutscher Unternehmer, Verbandspräsident und Fastnachter
- Dietrich Hummel (* 1936), deutscher Ingenieur, Aerodynamiker und Hochschullehrer
- Dietmar Hummel (* 1973), deutscher Fußballtorwart

### E
- Eduard Hummel (1814–1892), deutscher Komponist und Kapellmeister
- Eleonora Hummel (* 1970), deutsche Schriftstellerin
- Erdmann Hummel (Journalist) (* 1963), deutscher Journalist und TV-Reporter
- Erich Hummel (1893–1984), deutscher Jurist und Unternehmer
- Erik Hummel (* 1987), US-amerikanisch-italienischer Fußballspieler
- Ernst Hummel (1898–1961), deutscher Maler und Bildhauer
- Eugen Hummel (1812–1874), österreichischer Porträt- und Genremaler

### F
- Ferdinand Hummel (1855–1928), deutscher Komponist
- Finn Hummel (* 2001), deutscher Handballtorwart
- Franz Hummel (1939–2022), deutscher Komponist und Pianist
- Frida Hummel, eigentlicher Name von Frida von Kronoff (1853–1929), deutsche Schriftstellerin
- Friedhelm Hummel (* 1969), deutscher Neurologe und Hochschullehrer
- Friedrich Hummel (Sänger) (1844–1922), deutscher Sänger
- Friedrich Hummel (Pfarrer) (1861–1946), deutscher evangelischer Pfarrer und während des 1. Weltkriegs Autor patriotisch-nationalistischer Schriften
- Fritz Hummel (1828–1905), deutscher Maler

### G
- Georg Hummel (1856–1902), deutscher Unternehmer und Erfinder
- George Hummel (* 1976), namibischer Fußballspieler
- Gerhard Hummel (Tiermediziner) (1941–2020), deutscher Tiermediziner und Hochschullehrer
- Gerhard Hummel (Fußballspieler) (* 1953), deutscher Fußballspieler
- Gerhard F. Hummel (1921–2008), deutscher Filmproduktionsleiter, Dramaturg und Drehbuchautor
- Gert Hummel (1933–2004), deutscher Theologe, Bischof in Georgien
- Gottfried Hummel (* 1968), deutscher Musiklehrer, Komponist und Arrangeur
- Günter Hummel (1951–2013), deutscher Kunsthistoriker und Autor
- Günther Hummel (* 1927), russlanddeutscher Bildhauer
- Gustav Hummel (1824–1910), deutscher Unternehmer und Politiker

### H
- Hans Hummel (Orgelbauer) († 1630), fränkischer Orgelbauer
- Hans Hummel (1787–1854), deutsches Stadtoriginal
- Hans Hummel (Politiker), deutsches Politiker (DDR-CDU), MdV
- Hans E. Hummel (* 1939), deutscher Agrarwissenschaftler und Hochschullehrer
- Hans-Peter Hummel, deutscher Psychologe und Autor
- Hans-Ulrich Hummel (1954–2017), deutscher Chemiker und Hochschullehrer
- Heidemarie Hummel (* 1943), deutsche Leichtathletin
- Helga Hummel (* 1970), deutsche Chemikerin und Professorin für Anorganische Chemie an der Fachhochschule Aachen
- Helmut von Hummel (1910–2012), deutscher Jurist, NS-Wirtschaftsfunktionär und Manager
- Helmut Hummel (Physiker) (* 1950), deutscher Physiker und Hochschullehrer
- Herbert Hummel (1907–1944), deutscher Verwaltungsjurist und SA-Führer
- Heribert Hummel (1939–2010), deutscher katholischer Geistlicher, Kunst- und Kirchenhistoriker
- Hermann Hummel (Politiker) (1876–1952), deutscher Politiker (DDP)
- Hermann Joseph Hummel (1834–1921), deutscher Fabrikant, Kommerzienrat und Verbandsfunktionär
- Hildegard Hammerschmidt-Hummel (1944–2024), deutsche Anglistin und Literaturwissenschaftlerin

### I
- Ian Hummel, US-amerikanischer Schauspieler
- Inke Hummel (* 1977), deutsche Autorin

### J
- Jacqueline Hummel (* 1992), deutsche Handballspielerin
- Jakob Hummel (1893–1946), sowjetischer Archäologe
- Johann Hummel (Politiker) (1782–1866), deutscher Politiker, MdL Bayern
- Johann Caspar Hummel (1774–1850), deutscher Maschinenbauer und Unternehmer
- Johann Erdmann Hummel (1769–1852), deutscher Maler
- Johann Georg Hummel (Geistlicher) (1808–1888), Schweizer katholischer Geistlicher und Archivar
- Johann Georg Hummel (Verleger) (?–1929), Schweizer Drucker und Verleger
- Johann Heinrich Hummel (1611–1674), Schweizer Dekan und Münsterpfarrer in Bern
- Johann Julius Hummel (1728–1798), deutscher Musikverleger
- Johann Ludwig von Hummel (1744–1827), Oberst und Ritter des Maria Theresien-Ordens
- Johann Nepomuk Hummel (1778–1837), österreichischer Komponist und Pianist
- Josef Hummel (Beamter) (1899–1992), deutscher Ministerialbeamter
- Josef Hummel (Musiker) (* 1938), österreichischer Tubist
- Josef Hummel (Fußballspieler) (* 1941), Schweizer Fußballspieler
- Joseph Friedrich Hummel (1841–1919), österreichischer Komponist
- Joye Hummel (1924–2021), US-amerikanische Comic-Zeichnerin
- Juliana Hummel (1870–1900), österreichische Kindesmörderin
- Jürgen Hummel (* 1969), deutscher Biologe und Hochschullehrer für Wiederkäuerernährung

### K
- Karl Hummel (Physiker) (1801–1879), österreichischer Physiker und Mathematiker
- Karl Hummel (Geologe) (1889–1945), deutscher Geologe und Paläontologe
- Karl Hummel (Botaniker) (1902–1987), deutscher pharmazeutischer Botaniker
- Karl Eduard Hummel (1806–1892), königlich preußischer Generalmajor
- Karl-Heinz Hummel (* 1953), deutscher Autor, Librettist, Darsteller und bayrischer Geschichtenerzähler
- Karl Ignaz Hummel (1898–1954), Hochstapler, siehe Oskar Daubmann
- Karl-Joseph Hummel (* 1950), deutscher Kirchenhistoriker und Hochschullehrer
- Karin Hummel (* 1967), deutsche Volkswirtin und Hochschullehrerin
- Katrin Hummel (* 1968), deutsche Journalistin und Autorin
- Kenny van Hummel (* 1982), niederländischer Radrennfahrer
- Klaus Hummel (* 1930), deutscher Chemiker und Hochschullehrer
- Konrad Hummel (1923–2014), deutscher Mediziner
- Konrad Hummel (Maler) (* 1955), deutscher Maler und Grafiker
- Kreszentia Hummel (1907–2002), deutsche Bäuerin, Gerechte unter den Völkern
- Kurt Hummel (* 1948), deutscher Musiker

### L
- Larissa Hummel (* 1989), deutsche Fußballspielerin
- Lars Hummel (* 1976), deutscher Rechtswissenschaftler
- Lisbeth Hummel (* 1952), dänische Schauspielerin
- Lore Hummel (1915–1997), deutsche Kunstdesignerin, Autorin und Illustratorin
- Ludwig Hummel (Maler) (1770–1840), deutscher Maler, Zeichner und Kupferstecher
- Ludwig Hummel (Fabrikant) (1889–nach 1959), deutscher Uhrenfabrikant

### M
- Maria Innocentia Hummel (geb. Berta Hummel; 1909–1946), deutsche Ordensgeistliche, Zeichnerin und Malerin
- Mark Hummel (* 1956), US-amerikanischer Bluesharper
- Markus Hummel (* 1984), deutscher Kanute
- Martin Hummel (* 1960), deutscher Romanist und Hochschullehrer
- Martin Hummel (Sänger) (* vor 1964), deutscher Sänger und Gesangspädagoge
- Mathilde Hummel (1863–1937), deutsche Opernsängerin (Kontra-Alt/Mezzosopran)
- Matthäus Hummel (1425–1477), deutscher Jurist und Hochschullehrer
- Matthias Hummel (* 1984), deutscher Fußballspieler
- Max Hummel (Architekt, 1855) (1855–1910), deutscher Architekt und Hochschullehrer in Karlsruhe
- Max Hummel (Architekt, 1875) (1875–1939), deutscher Architekt und Hochschullehrer in Darmstadt
- Merlin Hummel (* 2002), deutscher Leichtathlet
- Michael Hummel (* 1956), deutscher Hämopathologe und Hochschullehrer
- Morena Hummel (* 1987), deutsche Schauspielerin

### N
- Nikolaus Hummel (1924–2006), österreichischer Bischof

### O
- Oscar Hummel (1896–1959), Schweizer Drucker und Verleger
- Otto Hummel (1892–1980), deutscher Betriebswirt und Hochschullehrer

### P
- Pascale Hummel (* 1963), französische Philologin, Historikerin und Übersetzerin
- Peter Hummel (* 1968), deutscher Journalist und Publizist

### R
- Rainer Otto Hummel (* 1968), Schweizer Maler und Musiker
- Reinhard Hummel (* 1942), deutscher Germanist, Autor, Hörspielproduzent und Fluchthelfer
- Reinhart Hummel (1930–2007), deutscher Theologe
- Reinhart Hummel (Autor) (* 1958), Schweizer Krankenpfleger, Erzähler und Autor
- Richard Hummel (1870–1938), deutscher Verleger, Schriftsteller und Okkultist
- Robert Hummel, deutscher Schauspieler, Hörspielsprecher und Drehbuchautor
- Rolf Hummel-Kall (* 1939), Schweizer Zeichner und Grafiker
- Roman Hummel (* 1951), österreichischer Kommunikationswissenschaftler und Hochschullehrer
- Rudolf Hummel (* 1989), österreichischer Eishockeyspieler

### S
- Samuel Hummel (* 1995), deutscher Schauspieler
- Saskia Hummel (* 1972), deutsche Karateka
- Siegbert Hummel (1908–2001), deutscher Tibetologe und Kulturhistoriker
- Siegfried Hummel (* 1940), deutscher Wirtschaftswissenschaftler und Hochschullehrer
- Stanley Hummel (1908–2005), US-amerikanischer Pianist und Musikpädagoge
- Stefan Hummel (* 1980), deutscher Koch
- Stefan David Hummel (* 1968), Musiker und Kulturmanager

### T
- Tatjana Hummel (* 1990), deutsche Fußballspielerin
- Theodor Hummel (1864–1939), deutscher Maler
- Thomas Hummel (Ingenieur) (* 1953), deutscher Ingenieur und Unfallforscher
- Thomas Hummel (Mediziner, 1959) (* 1959), deutscher Mediziner und Hochschullehrer
- Thomas Hummel (Musiker) (* 1962), deutscher Komponist und Musikinformatiker
- Thomas Hummel (Mediziner, 1968) (* 1968), deutscher Neurobiologe und Hochschullehrer
- Thomas Hummel (Journalist) (* 1973), deutscher Journalist
- Torbjørn Hummel (* 1955), dänischer Schauspieler und Synchronsprecher

### W
- Walter Hummel (1883–1968), österreichischer Rektor und Musikforscher (Internat. Stiftung Mozarteum)
- Wilhelm Hummel (Chemiker) (1862–1934), deutscher Chemiker, Industrieller und Kunstsammler
- Wilhelm Hummel (1872–1939), Schweizer Maler, Zeichner und Grafiker, siehe Willy Hummel
- Winfried Hummel (* 1978), deutscher Harfenist
- Wolfgang Hummel (* 1953), deutscher Wirtschafts- und Sozialwissenschaftler